# Stetzsch
Stetzsch – osiedle Drezna, położone w północno-zachodniej części miasta.
Miejscowość w średniowieczu zamieszkiwali Słowianie. Najstarsza wzmianka o miejscowości Steiz pochodzi z XIII wieku. Do 1559 wieś podlegała biskupstwu Miśni, po czym przeszła pod władzę dworu drezdeńskiego. W 1834 wieś zamieszkiwało 155 osób, a w 1890 – 1049 osób. W 1921 została włączona w granice Drezna.
Graniczy z osiedlami Kaditz, Kemnitz, Mobschatz i Gohlis.